# Brievenbussticker

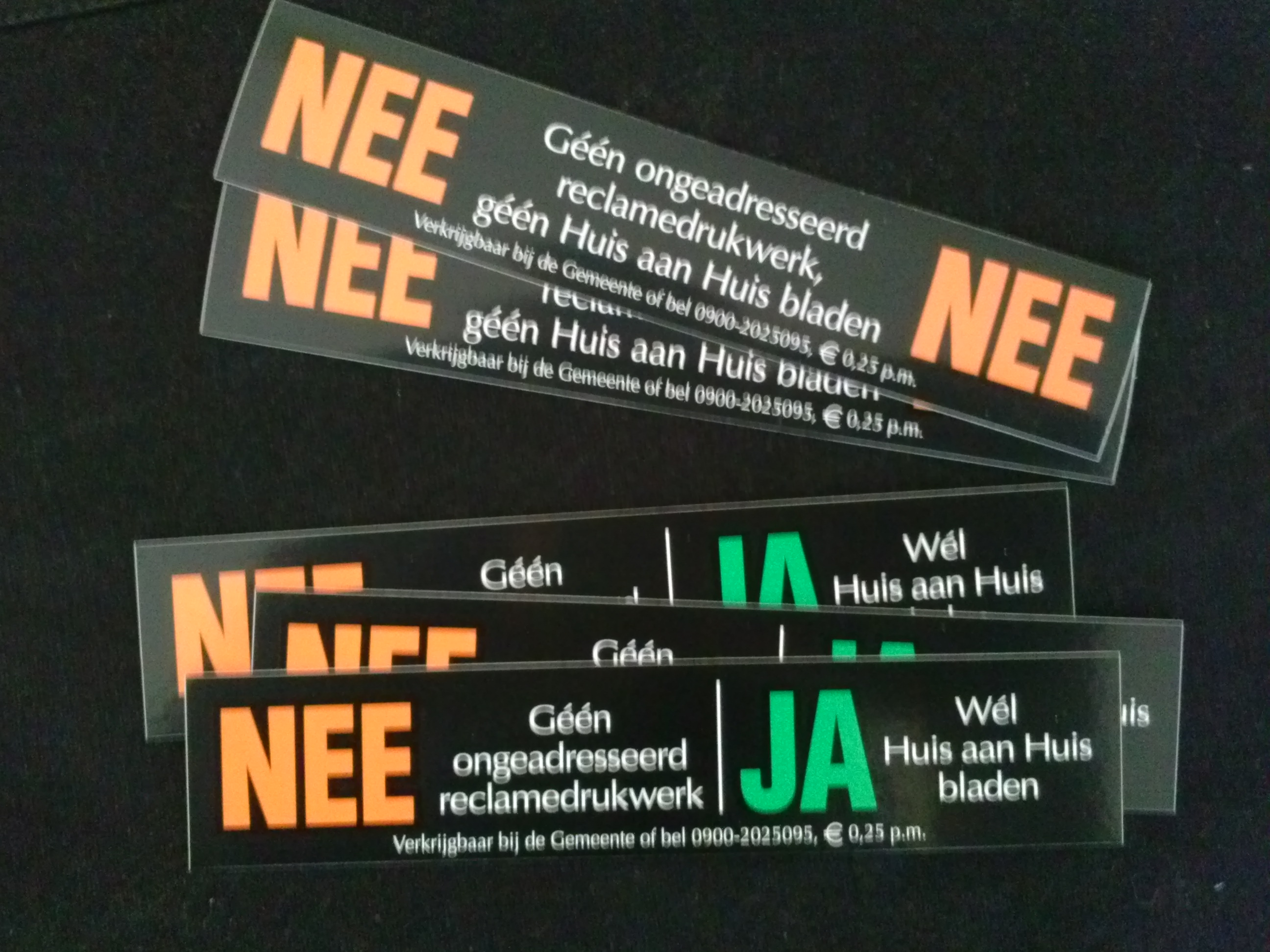
Brievenbusstickers om aan te geven welk ongeadresseerd drukwerk (on)gewenst is.

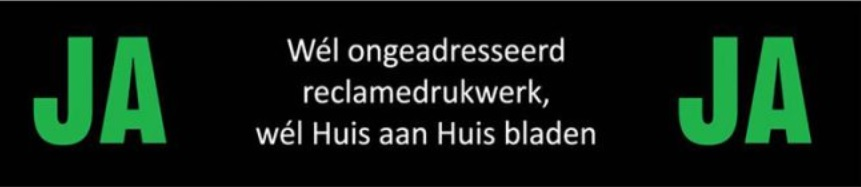
Ja/ja-sticker, in Nederland ingevoerd sinds 2018

Een brievenbussticker is een sticker die aangeeft welk soort ongeadresseerd drukwerk gewenst of ongewenst is op een adres. De sticker wordt aangebracht op of nabij een brievenbus of -gleuf. De brievenbusstickers worden gebruikt in Nederland. Vlaanderen heeft soortgelijke stickers. Bijna ieder westers land heeft zijn eigen reclame-werende stickers. De Nee/nee-sticker en Nee/ja-sticker werden in 1992 door de Dutch Dialogue Marketing Association (destijds het Direct Marketing Instituut Nederland) geïntroduceerd. In 2018 werd in Nederland de ja/ja-sticker geïntroduceerd, met als eerste stad Amsterdam. Dit draaide het systeem om, zonder sticker krijgt men ook geen reclame meer.
De brievenbussticker heeft drie varianten:
- Nee/nee-sticker - weert alle ongeadresseerde zendingen
- Nee/ja-sticker - weert reclamedrukwerk, maar laat huis-aan-huisbladen door
- Ja/ja-sticker - laat alle ongeadresseerde zendingen door

In 2010 maakte 18 procent van de Nederlandse woningen gebruik van de nee-sticker. In 2018 was dit gegroeid naar 23 procent.
Als men ondanks een nee-sticker toch ongewenst ongeadresseerd drukwerk ontvangt, kan men een klacht indienen. Als de adverteerder of verspreider daar niet adequaat op reageert, kan men een klacht indienen bij de Stichting Reclame Code.

## Ja/ja-sticker

### Amsterdam
Per 1 januari 2018 is in Amsterdam de ja/ja-sticker ingevoerd. Bij het niet voeren van een ja-ja-sticker ontvangen huishoudens in die gemeente geen reclamedrukwerk meer. MailDB, de brancheorganisatie van de folderverspreiders, spande een rechtszaak aan tegen dit besluit, maar verloor deze. Zij ging daarop in hoger beroep. Het gerechtshof in Amsterdam bepaalde op 24 september 2019 dat de Amsterdamse Ja/Ja-sticker op brievenbussen mag blijven. De Hoge Raad oordeelde op 24 september 2021 dat het gerechtshof in Amsterdam de juiste beslissing had genomen.
Voor 2018 kregen bijna 210.000 Amsterdamse huishoudens ongeadresseerd drukwerk door de bus. Na de invoering van de ja/ja-sticker daalde dit naar ruim 80.000 huishoudens. Een half jaar na de invoering bleek uit onderzoek dat 84% van de Amsterdamse bevolking tevreden was over de invoering van het nieuwe systeem. Eind 2018 werd duidelijk dat, volgens de folderbranche, ongeveer 23 procent van de brievenbussen in de stad voorzien waren van de ja/ja-sticker. De gemeente Amsterdam zegt dat volgens het bureau Onderzoek, Informatie en Statistiek (OIS) slechts 19% de sticker heeft. Voor de komst van de sticker kreeg 49% van de Amsterdamse huishoudens reclamefolders.
Onderzoekers van het Instituut voor Milieuvraagstukken (IVM) van de Vrije Universiteit Amsterdam berekenden dat de invoering van de ja/ja sticker het papierafval deed afnemen met 5 tot 10% en dat Amsterdam jaarlijks tussen de 135 en 285 duizend euro bespaard aan verwerkingskosten. Heel Nederland zou bij een algemene invoering 14 tot 30 miljoen euro besparen.

### 2020
Haarlem, Utrecht en Tilburg voerden de ja/ja-sticker op 1 januari 2020 in. Den Haag, Leiden, en Rotterdam volgden later in het jaar.
De invoering in Utrecht betekende dat het percentage van de huishoudens die reclamefolders ontvingen, daalde van 48% naar 11%.

### 2021
Het huis-aan-huisblad Stadsblad Utrecht verzette zich tegen het opt-in-systeem voor huis-aan-huisbladen waarbij het huis-aan-huisblad enkel mocht bezorgd worden aan huizen met een sticker die dit expliciet toeliet. Het Stadsblad vond dit een inbreuk op de persvrijheid en artikel 10 EVRM. Het verloor de eerste rechtszaak maar won in beroep voor het gerechtshof Arnhem-Leeuwarden. Op 24 september 2021 verwierp de Hoge Raad de cassatieklacht van de gemeente Utrecht. Utrecht liet vanaf 1 oktober 2020 weer huis-aan-huisbladen toe om te leveren aan adressen zonder sticker.
Amersfoort,
Baarn, Bergeijk, Maassluis, Oegstgeest, Pijnacker-Nootdorp, Ridderkerk, Rijssen-Holten,  en Schiedam, volgden in 2021.

### 2022
Assen, Deventer, Enschede,
Geldrop-Mierlo, Gouda, Haarlemmermeer, Heemstede, Hengelo, Vlaardingen, en Zaanstad volgden in 2022.

### 2023
Arnhem,
Dordrecht, Eindhoven, Groningen, Leidschendam-Voorburg, Leeuwarden, 
Meppel, Westervoort, en Zwolle volgden in 2023.

### 2024
Almere, en Nijmegen volgden in 2024.

In juni 2024 deed de Rijksoverheid een onderzoek naar de mogelijkheden voor een landelijke invoering van het opt-in systeem (Ja/ja sticker) voor het ontvangen van ongeadresseerd reclamedrukwerk.

### 2025
Bergen, Breda, Den Bosch, en Wassenaar 
volgden in 2025.

## Geadresseerde reclame
Geadresseerd reclamedrukwerk wordt niet geweerd door de sticker. Om dat materiaal te weren kan men zich wenden tot Stichting Postfilter.